# Фортес, Джеффри
Джеффри Фортес (порт. Jeffry Fortes; род. 22 марта 1989, Роттердам, Нидерланды) — нидерландско-кабо-вердианский футболист, выступающий на позиции защитника и полузащитника за клуб «Ден Босх». Выступал за сборную Кабо-Верде.

## Клубная карьера
Джеффри Фортес родился в Роттердаме, Нидерланды в семье выходцев из Кабо-Верде. Футболом начал заниматься в раннем детстве, обучаясь в академиях таких клубов как СВВ и «Дордрехт», за который в 2009 году начал профессиональную карьеру.
Первый матч за клуб провёл 13 февраля против АГОВВа. Встреча закончилась победой со счётом 2:1. Всего за клуб провёл два матча, голами не отметился.
1 июля 2009 года переходит в «Ден Босх». За клуб дебютировал 22 мая 2011 года в матче против «Эксельсиора». Встреча закончилась поражением со счётом 3:1. Всего за клуб провёл 7 матчей, при этом не отметившись голами.
1 июля 2012 года игрок возвращается в «Дордрехт», где его активность по сравнению с предыдущим клубом заметно повысилась. Игрок провёл за клуб 119 матчей при 11 забитых голах, после чего, ровно через четыре года перешёл в «Эксельсиор». Трансфер обошёлся в 300 000 евро.
За клуб дебютировал 16 октября в матче против «Роды». Встреча закончилась минимальным поражением со счётом 1:0. Первый гол забил 14 мая в матче против АДО Ден Хаага. Гол был забит на 20 минуте с подачи Фредди. Встреча закончилась поражением со счётом 4:1. Всего за клуб провёл 100 матчей и отметился 11 голами.
26 января 2020 года игрок переходит в роттердамскую «Спарту». Первый матч за клуб провёл 1 февраля в матче против «Твенте». Встреча закончилась поражением со счётом 2:0. За клуб провёл полный сезон, отыграв 21 матч, однако, голами не отметился.
12 августа 2021 года игрок подписал контракт на переход в «Де Графсхап». Первый матч за клуб сыграл против МВВ Маастрихта. Встреча закончилась победой со счётом 3:1. Первый гол за клуб забил 5 ноября в ворота бывшего клуба «Ден Босха». Встреча закончилась поражением со счётом 2:1.
Летом 2025 года вернулся в «Ден Босх», подписав контракт на один сезон.

## Карьера в сборной
В связи с происхождением родителей, игроку было дано право выступать за сборную Кабо-Верде. Первый матч провёл 15 октября против сборной Мозамбика. Встреча закончилась минимальной победой со счётом 1:0. Всего по данным на январь 2022 года провёл 26 матчей за сборную, из них два неофициальных.